# Saks

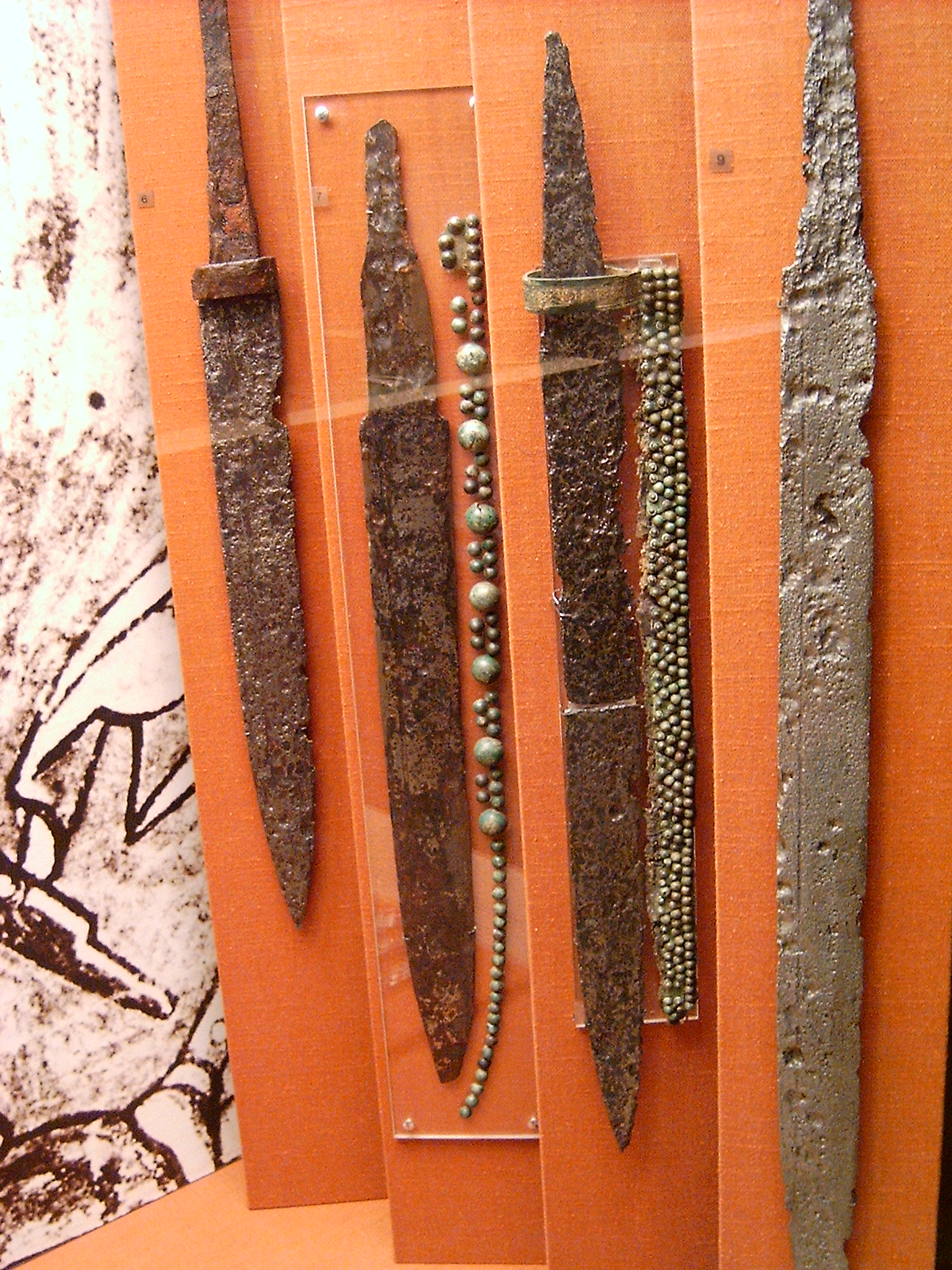
Przykłady merowińskich noży

Saks – starogermański jednosieczny nóż bojowy używany od okresu wędrówek ludów do epoki wikingów (najdłużej w Skandynawii do końca XI w.). Noszono go też jako element stroju codziennego.
Nazwa Sasi prawdopodobnie pochodzi właśnie od tej broni, zaś naczelne bóstwo tego plemienia Saksnot (dopatruje się w nim odpowiednika nordyckiego Tyra) był z nią często przedstawiany, np. na kamieniu grobowym z Niederdollendorf (VIII w.)
Rozróżnić można dwie odmiany tej broni:
- Skramsaks – przeznaczony głównie do rąbania; miał zakrzywioną klingę długości ok. 30-70 cm i otwartą, bezjelcową dwuręczną rękojeść. Uważany za jedną z praform zachodnioeuropejskiego tasaka.
- Langsaks – długość całkowita ok. 1 m, jednoręczna rękojeść otwarta typu mieczowego, klinga prosta o sztychu przygrzbietowym.

Broń typu Langsaks odkryto m.in. we wsi Bodzia.